# تشارلز د. ميلارد
تشارلز د. ميلارد (بالإنجليزية: Charles Dunsmore Millard)‏ هو قاضي ومحامي وسياسي أمريكي، ولد في 1 ديسمبر 1873 في تاريتاون في الولايات المتحدة، وتوفي في 11 ديسمبر 1944 في نيويورك في الولايات المتحدة بسبب سقوط. حزبياً، نشط في الحزب الجمهوري. وقد انتخب عضو مجلس النواب الأمريكي.